# Sophie Muller (missionnaire)
 (avril 2024).
Sophie Muller (1910-1995) était une missionnaire protestante des États-Unis, qui a causé la conversion de plusieurs peuples amazoniens dans le cadre de la mission New Tribes.